# Eliminatoria a la Eurocopa Sub-18 1999
La Eliminatoria al Campeonato Europeo Sub-18 1999 fue la fase de clasificación que disputaron 50 selecciones juveniles de Europa entre 1998 y 1999 para definir a las 7 selecciones que jugarían la fase final del torneo a disputarse en Suecia.

## Primera ronda

### Grupo 1
Los partidos se jugaron en España.
| País       | J | G | E | P | GF | GC | GD  | Pts |
| ---------- | - | - | - | - | -- | -- | --- | --- |
| España     | 3 | 2 | 1 | 0 | 12 | 1  | +11 | 7   |
| Inglaterra | 3 | 2 | 1 | 0 | 11 | 2  | +9  | 7   |
| Israel     | 3 | 1 | 0 | 2 | 3  | 4  | –1  | 3   |
| Andorra    | 3 | 0 | 0 | 3 | 0  | 19 | –19 | 0   |

|  | Israel     | 2–0 | Andorra    |
|  | España     | 1–1 | Inglaterra |
|  | Inglaterra | 8–0 | Andorra    |
|  | España     | 2–0 | Israel     |
|  | Andorra    | 0–9 | España     |
|  | Inglaterra | 2–1 | Israel     |

### Grupo 2
Los partidos se jugaron en Alemania.
| País        | J | G | E | P | GF | GC | GD  | Pts |
| ----------- | - | - | - | - | -- | -- | --- | --- |
| Noruega     | 3 | 3 | 0 | 0 | 14 | 2  | +12 | 9   |
| Alemania    | 3 | 2 | 0 | 1 | 9  | 3  | +6  | 6   |
| Estonia     | 3 | 0 | 1 | 2 | 1  | 7  | –6  | 1   |
| Islas Feroe | 3 | 0 | 1 | 2 | 1  | 13 | –12 | 1   |

|  | Estonia     | 1–1 | Islas Feroe |
|  | Noruega     | 3–2 | Alemania    |
|  | Alemania    | 4–0 | Islas Feroe |
|  | Noruega     | 3–0 | Estonia     |
|  | Alemania    | 3–0 | Estonia     |
|  | Islas Feroe | 0–8 | Noruega     |

### Grupo 3
Los partidos se jugaron en Gales.
| País              | J | G | E | P | GF | GC | GD | Pts |
| ----------------- | - | - | - | - | -- | -- | -- | --- |
| Irlanda del Norte | 3 | 3 | 0 | 0 | 7  | 1  | +6 | 9   |
| Gales             | 3 | 1 | 0 | 2 | 3  | 4  | –1 | 3   |
| Moldavia          | 3 | 1 | 0 | 2 | 2  | 4  | –2 | 3   |
| Azerbaiyán        | 3 | 1 | 0 | 2 | 1  | 4  | –3 | 3   |

|  | Gales             | 2–1 | Moldavia          |
|  | Irlanda del Norte | 3–0 | Azerbaiyán        |
|  | Moldavia          | 1–0 | Azerbaiyán        |
|  | Gales             | 1–2 | Irlanda del Norte |
|  | Azerbaiyán        | 1–0 | Gales             |
|  | Moldavia          | 0–2 | Irlanda del Norte |

### Grupo 4
Los partidos se jugaron en Irlanda.
| País    | J | G | E | P | GF | GC | GD | Pts |
| ------- | - | - | - | - | -- | -- | -- | --- |
| Irlanda | 3 | 2 | 1 | 0 | 8  | 3  | +5 | 7   |
| Rusia   | 3 | 2 | 0 | 1 | 3  | 1  | +2 | 6   |
| Polonia | 3 | 0 | 2 | 1 | 3  | 5  | –2 | 2   |
| Chipre  | 3 | 0 | 1 | 2 | 2  | 7  | –5 | 1   |

|  | Polonia | 0–2 | Rusia   |
|  | Irlanda | 5–1 | Chipre  |
|  | Rusia   | 1–0 | Chipre  |
|  | Polonia | 2–2 | Irlanda |
|  | Chipre  | 1–1 | Polonia |
|  | Rusia   | 0–1 | Irlanda |

### Grupo 5
| País         | J | G | E | P | GF | GC | GD  | Pts |
| ------------ | - | - | - | - | -- | -- | --- | --- |
| Países Bajos | 6 | 5 | 0 | 1 | 17 | 3  | +14 | 15  |
| Yugoslavia   | 6 | 4 | 0 | 2 | 11 | 5  | +6  | 12  |
| Bélgica      | 6 | 3 | 0 | 3 | 17 | 8  | +9  | 9   |
| San Marino   | 6 | 0 | 0 | 6 | 0  | 29 | –29 | 0   |

|  | Yugoslavia   | 3–0 | Bélgica      |
|  | Países Bajos | 5–0 | San Marino   |
|  | Bélgica      | 2–1 | Yugoslavia   |
|  | San Marino   | 0–5 | Países Bajos |
|  | San Marino   | 0–8 | Bélgica      |
|  | Países Bajos | 0–1 | Yugoslavia   |
|  | Bélgica      | 6–0 | San Marino   |
|  | Bélgica      | 1–2 | Países Bajos |
|  | San Marino   | 0–3 | Yugoslavia   |
|  | Yugoslavia   | 2–0 | San Marino   |
|  | Países Bajos | 2–0 | Bélgica      |
|  | Yugoslavia   | 1–3 | Países Bajos |

### Grupo 6
Los partidos se jugaron en Italia.
| País                | J | G | E | P | GF | GC | GD | Pts |
| ------------------- | - | - | - | - | -- | -- | -- | --- |
| Italia              | 3 | 3 | 0 | 0 | 7  | 0  | +7 | 9   |
| Liechtenstein       | 3 | 2 | 0 | 1 | 2  | 1  | +1 | 6   |
| Albania             | 3 | 0 | 1 | 2 | 2  | 5  | –3 | 1   |
| Macedonia del Norte | 3 | 0 | 1 | 2 | 2  | 7  | –5 | 1   |

|  | Albania       | 0–1 | Liechtenstein       |
|  | Macedonia     | 0–4 | Italia              |
|  | Albania       | 2–2 | Macedonia del Norte |
|  | Liechtenstein | 0–1 | Italia              |
|  | Italia        | 2–0 | Albania             |
|  | Liechtenstein | 1–0 | Macedonia del Norte |

### Grupo 7
Los partidos se jugaron en Eslovaquia.
| País       | J | G | E | P | GF | GC | GD  | Pts |
| ---------- | - | - | - | - | -- | -- | --- | --- |
| Croacia    | 3 | 3 | 0 | 0 | 14 | 3  | +11 | 9   |
| Eslovaquia | 3 | 1 | 1 | 1 | 9  | 6  | +3  | 4   |
| Finlandia  | 3 | 1 | 1 | 1 | 5  | 3  | +2  | 4   |
| Malta      | 3 | 0 | 0 | 3 | 0  | 16 | –16 | 0   |

|  | Croacia    | 4–3 | Eslovaquia |
|  | Finlandia  | 3–0 | Malta      |
|  | Croacia    | 1–0 | Finlandia  |
|  | Eslovaquia | 4–0 | Malta      |
|  | Malta      | 0–9 | Croacia    |
|  | Eslovaquia | 2–2 | Finlandia  |

### Grupo 8
Los partidos se jugaron en Francia.
| País        | J | G | E | P | GF | GC | GD  | Pts |
| ----------- | - | - | - | - | -- | -- | --- | --- |
| Francia     | 3 | 3 | 0 | 0 | 12 | 0  | +12 | 9   |
| Bielorrusia | 3 | 1 | 1 | 1 | 4  | 4  | 0   | 4   |
| Islandia    | 3 | 1 | 1 | 1 | 6  | 8  | –2  | 4   |
| Letonia     | 3 | 0 | 0 | 3 | 2  | 12 | –10 | 0   |

|  | Letonia     | 2–5 | Islandia    |
|  | Francia     | 3–0 | Bielorrusia |
|  | Islandia    | 1–1 | Bielorrusia |
|  | Letonia     | 0–4 | Francia     |
|  | Bielorrusia | 3–0 | LAT         |
|  | Islandia    | 0–5 | Francia     |

### Grupo 9
Los partidos se jugaron en Portugal.
| País      | J | G | E | P | GF | GC | GD | Pts |
| --------- | - | - | - | - | -- | -- | -- | --- |
| Portugal  | 2 | 1 | 1 | 0 | 7  | 3  | +4 | 4   |
| Dinamarca | 2 | 1 | 0 | 1 | 4  | 6  | –2 | 3   |
| Turquía   | 2 | 0 | 1 | 1 | 3  | 5  | –2 | 1   |

|  | Portugal  | 2–2 | Turquía   |
|  | Dinamarca | 1–5 | Portugal  |
|  | Turquía   | 1–3 | Dinamarca |

### Grupo 10
Los partidos se jugaron en Suiza.
| País                 | J | G | E | P | GF | GC | GD | Pts |
| -------------------- | - | - | - | - | -- | -- | -- | --- |
| Bosnia y Herzegovina | 2 | 2 | 0 | 0 | 6  | 3  | +3 | 6   |
| Suiza                | 2 | 1 | 0 | 1 | 3  | 3  | 0  | 3   |
| Lituania             | 2 | 0 | 0 | 2 | 3  | 6  | –3 | 0   |

|  | Lituania             | 2–4 | Bosnia y Herzegovina |
|  | Suiza                | 2–1 | Lituania             |
|  | Bosnia y Herzegovina | 2–1 | Suiza                |

### Grupo 11
Los partidos se jugaron en Ucrania.
| País            | J | G | E | P | GF | GC | GD | Pts |
| --------------- | - | - | - | - | -- | -- | -- | --- |
| República Checa | 2 | 2 | 0 | 0 | 4  | 2  | +2 | 6   |
| Ucrania         | 2 | 1 | 0 | 1 | 4  | 3  | +1 | 3   |
| Armenia         | 2 | 0 | 0 | 2 | 2  | 5  | –3 | 0   |

|  | Ucrania         | 3–1 | Armenia         |
|  | Armenia         | 1–2 | República Checa |
|  | República Checa | 2–1 | Ucrania         |

### Grupo 12
Los partidos se jugaron en Hungría.
| País     | J | G | E | P | GF | GC | GD | Pts |
| -------- | - | - | - | - | -- | -- | -- | --- |
| Georgia  | 2 | 1 | 1 | 0 | 2  | 1  | +1 | 4   |
| Hungría  | 2 | 0 | 2 | 0 | 1  | 1  | 0  | 2   |
| Bulgaria | 2 | 0 | 1 | 1 | 2  | 3  | –1 | 1   |

|  | Bulgaria | 1–1 | Hungría  |
|  | Georgia  | 2–1 | Bulgaria |
|  | Hungría  | 0–0 | Georgia  |

### Grupo 13
Los partidos se jugaron en Eslovenia.
| País      | J | G | E | P | GF | GC | GD | Pts |
| --------- | - | - | - | - | -- | -- | -- | --- |
| Escocia   | 2 | 1 | 1 | 0 | 4  | 2  | +2 | 4   |
| Rumania   | 2 | 0 | 2 | 0 | 2  | 2  | 0  | 2   |
| Eslovenia | 2 | 0 | 1 | 1 | 0  | 2  | –2 | 1   |

|  | Rumania   | 0–0 | Eslovenia |
|  | Escocia   | 2–2 | Rumania   |
|  | Eslovenia | 0–2 | Escocia   |

### Grupo 14
Los partidos se jugaron en Grecia.
| País       | J | G | E | P | GF | GC | GD  | Pts |
| ---------- | - | - | - | - | -- | -- | --- | --- |
| Grecia     | 2 | 1 | 1 | 0 | 9  | 2  | +7  | 4   |
| Austria    | 2 | 1 | 1 | 0 | 6  | 2  | +4  | 4   |
| Luxemburgo | 2 | 0 | 0 | 2 | 0  | 11 | –11 | 0   |

|  | Luxemburgo | 0–4 | Austria    |
|  | Grecia     | 7–0 | Luxemburgo |
|  | Austria    | 2–2 | Grecia     |

## Segunda ronda
| Equipo 1          | Agr.         | Equipo 2             | Ida | Vuelta |
| ----------------- | ------------ | -------------------- | --- | ------ |
| España            | (a)1–1       | Noruega              | 0–0 | 1–1    |
| Irlanda del Norte | 2–4          | Irlanda              | 1–2 | 1–2    |
| Países Bajos      | 1–1 (p: 4–5) | Italia               | 0–1 | 1–0    |
| Croacia           | 2–5          | Francia              | 0–4 | 2–1    |
| Portugal          | 6–2          | Bosnia y Herzegovina | 2–1 | 4–1    |
| República Checa   | 3–4          | Georgia              | 2–2 | 1–2    |
| Escocia           | 0–1          | Grecia               | 0–0 | 0–1    |